# Livorno
Livorno – miasto i gmina we Włoszech, w Toskanii, w prowincji Livorno. Położone na wybrzeżu Morza Liguryjskiego. Według danych na rok 2019 gminę zamieszkiwały 157 024 osoby, a gęstość zaludnienia wynosi 1502,62 os./km². W mieście znajduje się jeden z największych we Włoszech portów o znaczeniu handlowym i turystycznym. Ważny ośrodek przemysłowy.

## Historia
- 1577 – przyznanie praw miejskich
- 1675 – uzyskało status wolnego portu

## Miasta partnerskie
- Stany Zjednoczone: Oakland
- Izrael: Bat Jam
- Hiszpania: Guadalajara
- Wietnam: Hajfong
- Rosja: Noworosyjsk

## Urodzeni w Livorno
- Carlo Azeglio Ciampi
- Galeazzo Ciano
- Vittorio Matteo Corcos
- Giovanni Fattori
- Cristiano Lucarelli
- Pietro Mascagni
- Amedeo Modigliani
- Armando Picchi
- Gabriele Detti
- Massimiliano Allegri

## Galeria

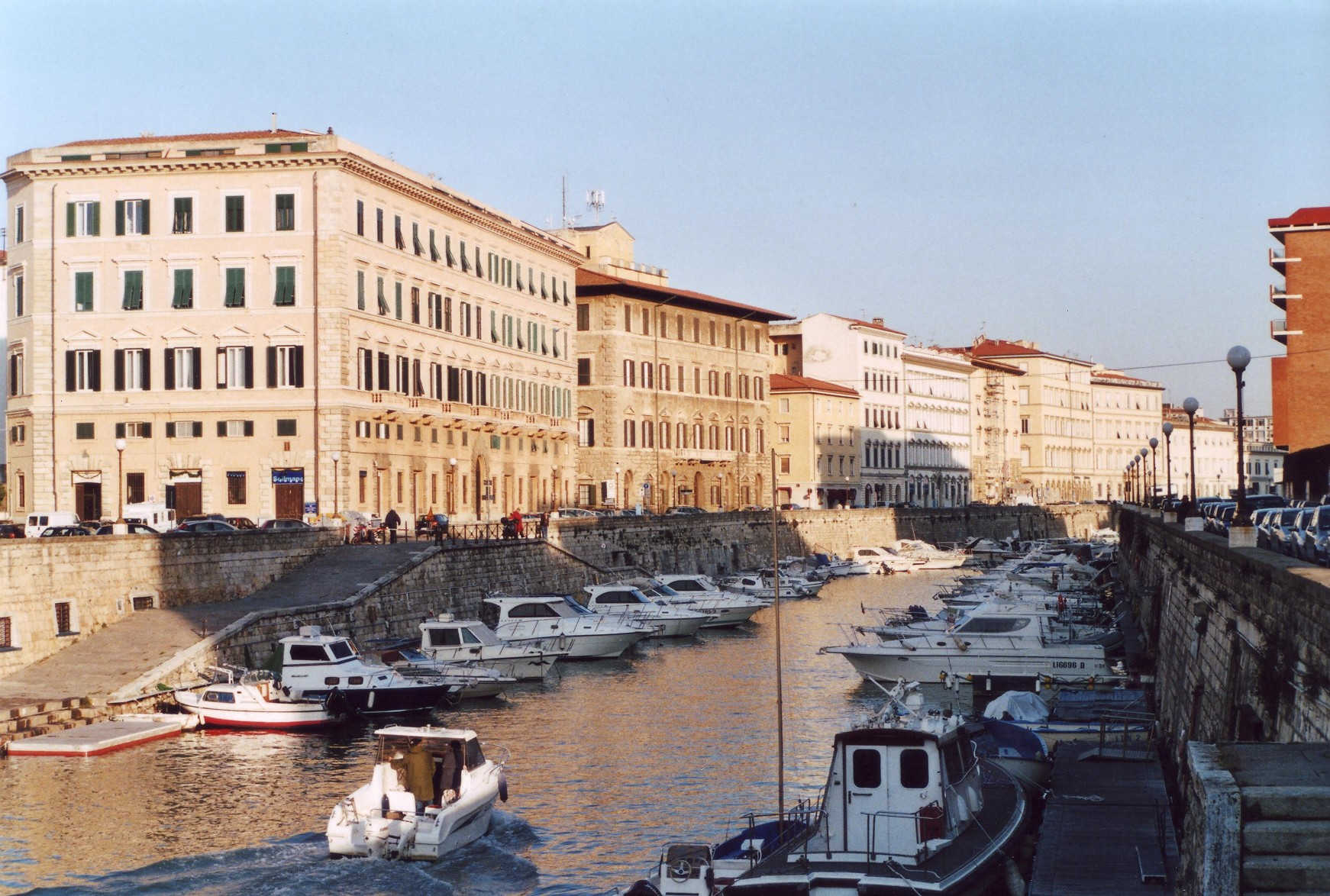
Wielki Kanał
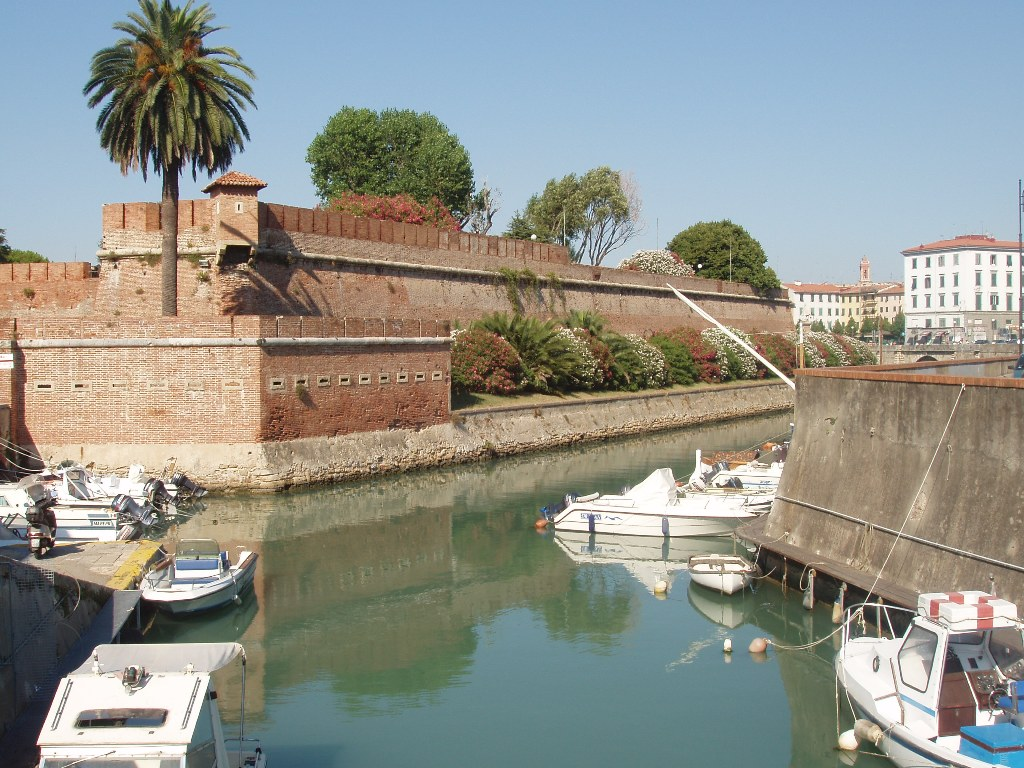
Nowa Forteca
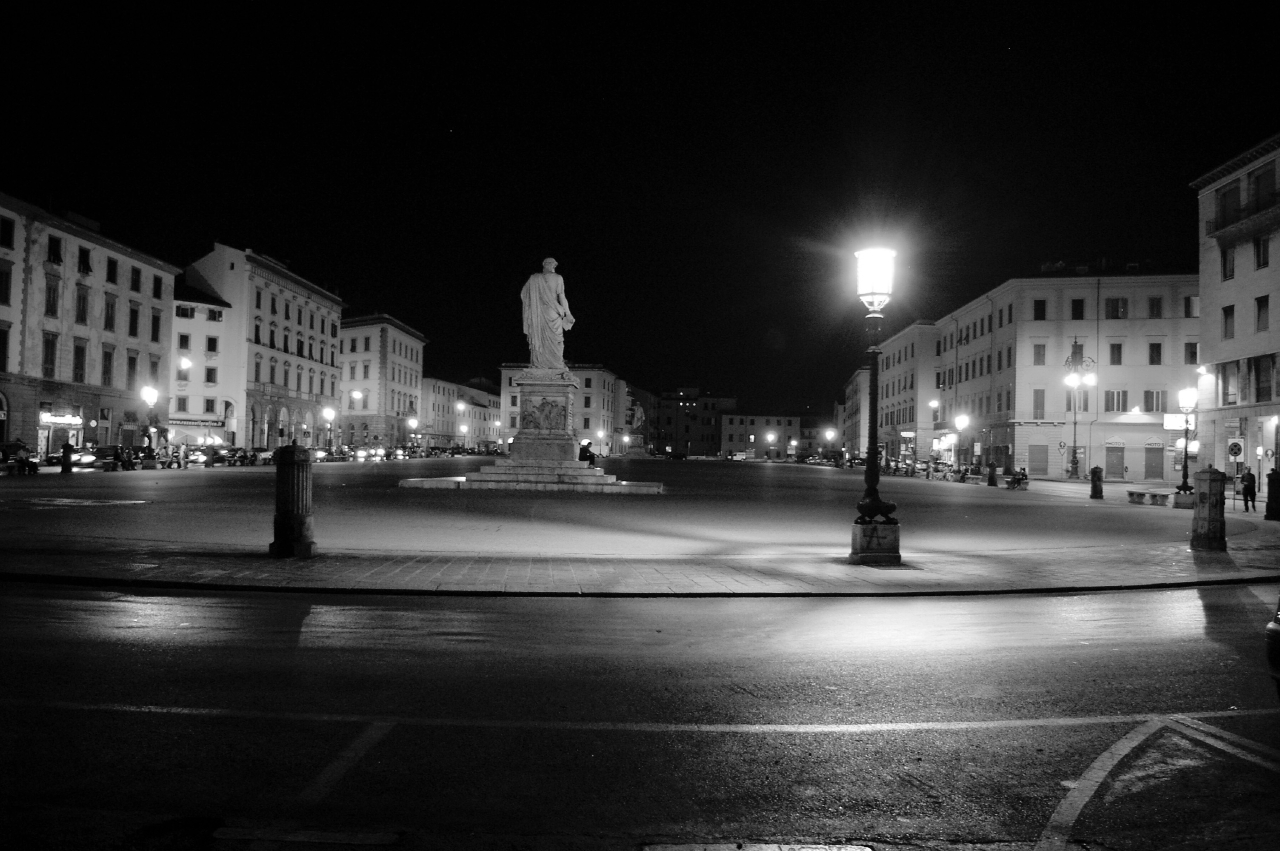
Plac Republiki